# Kimberley-Felskänguru
Das Kimberley-Felskänguru (Petrogale burbidgei) ist eine Känguruart aus der Gattung der Felskängurus (Petrogale). Sie bewohnt ein kleines Gebiet in Nordwestaustralien und wurde erst 1978 wissenschaftlich beschrieben. Das Artepitheton ehrt den Biologen Andrew Burbidge.

## Merkmale
Das Kimberley-Felskänguru ist zusammen mit dem Zwergsteinkänguru die kleinste Art der Felskängurus und der Kängurus überhaupt. Es erreicht eine Kopfrumpflänge von 29 bis 35 Zentimetern, eine Schwanzlänge von 25 bis 32 Zentimetern und ein Gewicht von 1 bis 1,4 Kilogramm. Ihr Fell ist weich, es ist am Rücken graubraun gefärbt, die Unterseite ist heller. An der Spitze des Schwanzes befindet sich eine schwarze Quaste. Wie bei den meisten Kängurus sind die Hinterbeine länger und stärker als die Vorderbeine.

## Verbreitung und Lebensweise

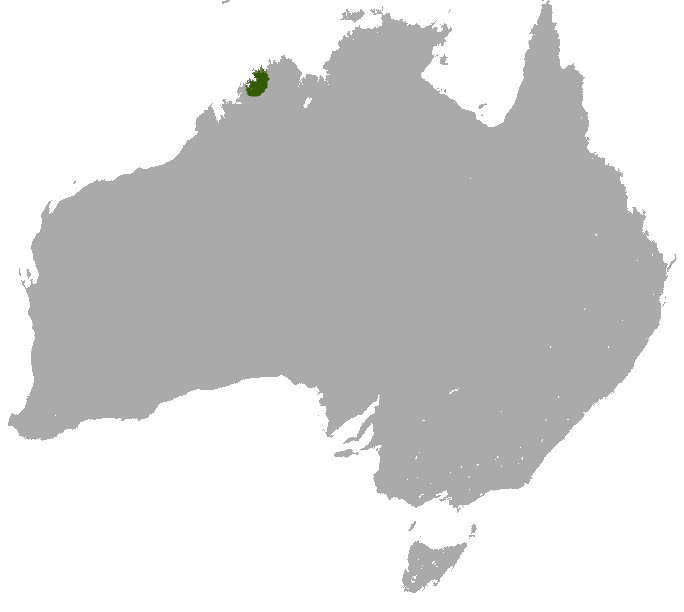
Verbreitungsgebiet von Petrogale burbidgei

Diese Känguruart lebt in Australien. Sie bewohnt ein kleines Gebiet im Kimberley-Plateau im nördlichen Western Australia sowie einige vorgelagerte Inseln des Bonaparte-Archipels. Ihr Lebensraum sind felsige Sandsteinregionen.
Diese Kängurus sind nachtaktiv und schlafen tagsüber in Felsspalten oder Höhlen. In der Nacht begeben sie sich auf Nahrungssuche, wozu sie baumbestandene Gebiete aufsuchen. Ihre Nahrung dürfte aus Blättern, Früchten und Knospen bestehen.

## Gefährdung
Über die Gefährdungen des Kimberley-Felskängurus ist wenig bekannt. Möglicherweise stellen Buschfeuer und die Bejagung durch eingeschleppte Katzen Gefahren dar. Die IUCN listet sie aufgrund des kleinen Verbreitungsgebietes als „gering gefährdet“ (near threatened).